# Mayko Nguyen
Mayko Nguyen (* 19. April 1980 in Vancouver, British Columbia) ist eine kanadische Schauspielerin vietnamesischer Abstammung.

## Leben und Karriere
Mayko Nguyen wuchs im kanadischen Vancouver auf. Dort besuchte sie die Eric Hamber Secondary School, an der sie im Jahr 1998 ihren Abschluss machte.
Ihre erste Schauspielrolle war 2004 in der Serie Wild Card. Größere Bekanntheit erlangte sie durch ihre Rolle der Mayko Tran in der Fernsehserie ReGenesis. Zwischen 2006 und 2008 war sie auch in der Serie Rent-a-Goalie zu sehen. Nach weiteren Gastrollen, zum Beispiel in The Listener – Hellhörig, war sie 2010 in der Serienadaption zum Buch Bloodletting & Miraculous Cures von Vincent Lam aus dem Jahre 2006 mit von der Partie. Nach einer Rolle im Film This Movie is Broken und Gastauftritten in den Serien Being Erica – Alles auf Anfang und Republic of Doyle – Einsatz für zwei hatte sie 2011 eine Hauptrolle in der Lifetime-Serie Against the Wall, welche jedoch nach 13 Folgen abgesetzt wurde. Zwischen 2011 und 2012 war sie für insgesamt acht Folgen bei Rookie Blue zu Gast. Von Januar bis November 2013 war sie als Liz Liette neben David Sutcliffe in der Serie Cracked des Senders CBC Television zu sehen.

## Filmografie (Auswahl)
- 2004: Wild Card (Fernsehserie, Folge 1x17)
- 2004: Road Party (Going the Distance)
- 2004: Tilt (Fernsehserie, 3 Folgen)
- 2004–2008: ReGenesis (Fernsehserie, 52 Folgen)
- 2005: Lie with Me – Liebe mich (LIe with Me)
- 2006–2008: Rent-a-Goalie (Fernsehserie, 26 Folgen)
- 2009: The Last New Year
- 2009: The Listener – Hellhörig (The Listener, Fernsehserie, Folge 1x09)
- 2010: Bloodletting & Miraculous Cures (Fernsehserie, 8 Folgen)
- 2010: The Movie Is Broken
- 2009–2010: Being Erica – Alles auf Anfang (Being Erica, Fernsehserie, 2 Folgen)
- 2011: Republic of Doyle – Einsatz für zwei (Republic of Doyle, Fernsehserie, Folge 2x02)
- 2011: Against the Wall (Fernsehserie, 13 Folgen)
- 2011–2012: Rookie Blue (Fernsehserie, 8 Folgen)
- 2012: Continuum (Fernsehserie, Folge 1x04)
- 2012: The Firm (Fernsehserie, 2 Folgen)
- 2013: Motive (Fernsehserie, Folge 1x11)
- 2013: Stag
- 2013: Cracked (Fernsehserie, 15 Folgen)
- 2015–2019: Killjoys (Fernsehserie, 29 Folgen)
- 2016: Below Her Mouth
- 2016: Rupture – Überwinde deine Ängste (Rupture)
- 2016: Private Eyes (Fernsehserie, Folge 1x06)
- 2016: Das Glück des Augenblicks (A Family Man)
- 2016: Slasher (Fernsehserie, 5 Folgen)
- 2018: Fahrenheit 451
- 2019: Titans (Fernsehserie, 4 Folgen)
- seit 2019: Hudson & Rex (Fernsehserie)
- 2021: The Righteous
- 2023: Simulant
- 2024: Transplant (Fernsehserie, Folge 4x09)